# Isaac d'Alexandria
Isaac d'Alexandria (copte: Ⲓⲥⲁⲁⲕ) va ser patriarca copte d'Alexandria de l'any 690 fins al 692, quan va morir.
El seu antecessor, Joan III el va designar com a patriarca abans de la seva mort, però el clergat d'Alexandria en volia escollir un altre, anomenat Jordi. Hi va intervenir el governador d'Egipte Abd-al-Aziz ibn Marwan, que sabia que l'anterior patriarca havia nomenat Isaac i va obligar al clergat a consagrar-lo.
Durant el seu mandat va restaurar la Catedral de Sant Marc i va renovar la residència episcopal. Va escriure diverses cartes a les esglésies de Núbia i d'Etiòpia, i el governador va creure que estava preparant una con conspiració. El tema es va aclarir, però Abd-al-Aziz ibn Marwan va ordenar destruir pel foc totes les creus que hi havia a Egipte, i situar a les portes de les esglésies uns escrits lloant l'Islam.